# Handball-Landesliga Bayern 2002/03
Die Handball-Landesliga Bayern 2002/03 wurde unter dem Dach des Bayerischen Handballverbandes (BHV) organisiert, sie stellt den Unterbau zur Handball-Bayernliga dar und war als fünfthöchste Spielklasse im deutschen Ligensystem eingestuft. 

## Saisonverlauf
Verbandsliga Nordmeister wurde der TSV Lohr und Vizemeister die TS 1887 Selb. Südmeister war ASV Cham und Vizemeister der Kissinger SC. Die Meister jeder Gruppe hatten direktes Aufstiegsrecht. Der dritte Aufsteiger wurde zwischen den Vizemeistern in einer Relegation mit Hin- und Rückspiel ermittelt, dabei konnte sich Kissing gegen Selb durchsetzen.

### Modus
Die in Gruppe Nord und Süd eingeteilte Liga bestand aus je 12 Mannschaften. Es wurde eine Hin- und Rückrunde gespielt. Platz eins jeder Gruppe war Staffelsieger und Direktaufsteiger in die Bayernliga. Die zweiten Plätze spielten in einer Relegation den dritten Aufsteiger aus. Die Platzierungen zehn bis zwölf jeder Gruppe waren Direktabsteiger.

## Teilnehmer
Nicht mehr dabei waren die Aufsteiger der Vorsaison DJK Waldbüttelbrunn (Nord), TSV Simbach (Süd), TSV Niederraunau (Süd) sowie die Absteiger TVO Marktredwitz, CSG Erlangen II, TV Ochsenfurt aus der Nordgruppe und 3 Absteiger der Südgruppe. Neu dabei waren die Absteiger aus der Bayernliga HSG Unterdürrbach/V., VfL Günzburg, TG Landshut, HG Ingolstadt sowie die Aufsteiger in die Nordgruppe HG Kunstadt, OG Erlangen, TSV Rödelsee und weitere Südaufsteiger aus den Bezirksligen.

### Abschlusstabelle
Gruppe Nord

Quelle: www.lohrerhandballer.de
|     | Mannschaft                  | Spiele | Punkte |
| --- | --------------------------- | ------ | ------ |
| 1.  | TSV Lohr                    | 22     | 36:8   |
| 2.  | TS HR Selb                  | 22     | 34:10  |
| 3.  | HG Kunstadt (N)             | 22     | 34:10  |
| 4.  | OG Erlangen (N)             | 22     | 24:20  |
| 5.  | SG DJK Rimpar               | 22     | 23:21  |
| 6.  | ASV Auerbach                | 22     | 20:24  |
| 7.  | HSG Unterdürrbach/Veit. (A) | 22     | 20:24  |
| 8.  | TV Helmbrechts              | 22     | 18:26  |
| 9.  | TV Eibach                   | 22     | 17:27  |
| 10. | HG Nürnberg                 | 22     | 17:27  |
| 11. | TV Münchberg                | 22     | 14:30  |
| 12. | TSV Rödelsee (N)            | 22     | 8:36   |

Bereich des „Bayer. Handballverbandes“ (BHV)

(A) = Bayernliga Absteiger (N) = Neu in der Liga (Aufsteiger)

Staffelsieger und Aufsteiger in die Bayernliga
 Für die Verbandsliga 2003/04 qualifiziert
Absteiger
Gruppe Süd

1. Platz ASV Cham

2. Platz Kissinger SC

VfL Günzburg (A)

TG Landshut (A)
 HG Ingolstadt (A)

### Aufstiegsrelegation
TS 1887 Selb : Kissinger SC ≈ Aufsteiger Kissinger SC

## Einzelnachweis
1. ↑  www.lohrerhandballer.de, TSV 1846 Lohr

Handball-Verbandsliga Bayern als vierthöchste Spielklasse:
1975/76 |
1976/77 |
1977/78 |
1978/79 |
1979/80 |
1980/81
Handball-Verbandsliga Bayern als fünfthöchste Spielklasse von Saison 1981/82 bis 1997/98
1981/82 |
1982/83 |
1983/84 |
1984/85 |
1985/86 |
1986/87 |
1987/88 |
1988/89 |
1989/90 |
1990/91 |
1991/92 |
1992/93 |
1993/94 |
1994/95 |
1995/96 |
1996/97 |
1997/98
Handball-Landesliga Bayern als fünfthöchste Spielklasse ab der Saison 1998/99
1998/99 |
1999/2000 |
2000/01 |
2001/02 |
2002/03 |
2003/04 |
2004/05 |
2005/06 |
2006/07 |
2007/08 |
2008/09 |
2009/10 |
2010/11 |
2011/12 |
2012/13 |
2013/14 |
2014/15 |
2015/16 |
2016/17 |
2017/18 |
2018/19 |
2019/20 |
2020/21 |
2021/22 |
2022/23 |
2023/24
Handball-Oberliga Bayern als fünfthöchste Spielklasse ab der Saison 2024/25
2024/25 |
2025/26